# Tommy (film)
Tommy is een musical-film uit 1975, gebaseerd op de rockopera Tommy, die in 1969 werd uitgebracht door de Britse rockband The Who. De film werd geregisseerd door Ken Russell, die met zijn flamboyante ideeën en duizelingwekkende tempo de videoclipstijl van MTV jaren vooruit was. De filmbezetting bestond uit verschillende beroemdheden, waaronder de bandleden zelf. Slechts Jack Nicholson en Oliver Reed stonden niet bekend als zangers. Ann-Margret ontving voor haar rol in de film een Golden Globe Award en werd genomineerd voor een Oscar in de categorie "Beste Actrice". Pete Townshend, de (songwriter-gitarist van The Who en tevens) schrijver van de rockopera, werd eveneens genomineerd voor een Oscar voor zijn grote inbreng in het verzorgen en veranderen van de muziek voor de film.

## Verhaal
Tommy's vader, Captain Walker van de RAF (Robert Powell), is weg van huis om tegen de Duitsers te vechten in de Tweede Wereldoorlog. Zelfs voordat zijn zoon Tommy (Roger Daltrey) geboren wordt, wordt zijn vliegtuig geraakt in een gevecht. Als Captain Walker na zes jaar nog niet thuis is gekomen, heeft Tommy's moeder (Ann-Margret) alle hoop op redding opgegeven en komt ene Frank Hobbs (Oliver Reed) tegen op een vakantiekamp. De twee worden verliefd en Mrs. Walker krijgt een buitenechtelijke affaire met hem.
Captain Walker blijkt daarentegen nog steeds in leven en komt terug naar huis. Hij vindt zijn vrouw in bed met een andere man en wordt in een vlaag van passie vermoord door Hobbs. De moord werd gezien door de jonge en kleine Tommy. Tegen hem wordt gezegd dat "hij niets gehoord heeft, niets gezien heeft" en dat hij het "tegen niemand ooit zou zeggen". Hij neemt het iets te serieus en wordt doofstom en blind. Frank en Tommy's moeder wenden zich tot mensen als de prediker (religie - Eric Clapton), de Acid Queen (drugs - Tina Turner) en een dokter (medicijnen - Jack Nicholson) om pogingen te doen om Tommy te genezen van zijn ziekte.
Tommy's verlossing en het feit dat hij weer beter wordt is afkomstig van een vreemde draaiing van het lot. Na in een spiegel gekeken te hebben, 'ziet' hij een reflectie van zichzelf, die hij achtervolgt naar een autokerkhof. Ineens wordt hij verlaten door zijn waanvoorstelling en komt Tommy in aanraking met een apparaat dat zijn leven voorgoed zou gaan veranderen. Een flipperkast zorgt ervoor dat Tommy nationale roem en bekendheid verwerft. Hij verslaat namelijk de Pinball Champion (Elton John). Zijn flippertalent verandert hem in een cult-held, maar hij blijft opgesloten in zichzelf. tot wanhoop van zijn moeder. Hij wordt pas bevrijd als hij door de spiegel valt waar hij steeds in staart. Dan wordt hij pas een echte goeroe en krijgt talloze volgelingen. Die gebruiken zijn vakantiekampen, die later door zijn moeder en stiefvader zijn opgericht, om hun leven in een ander daglicht te stellen.
Desalniettemin, de commerciële uitbuiting door Tommy's familie en de moeilijke en/of onredelijke eisen van zijn cultus zorgen ervoor dat zijn discipelen tegen hem in opstand komen en hem in de steek laten. Zijn moeder en stiefvader worden gedood in het tumult. Alleen en verlaten door iedereen, krijgt Tommy weer een nieuwe verlichting.

## Rolverdeling
| Acteur           | Personage                                    |
| ---------------- | -------------------------------------------- |
| Hoofdrollen      |                                              |
| Roger Daltrey    | Tommy Walker                                 |
| Ann-Margret      | Mrs. Nora Walker, Tommy's moeder             |
| Oliver Reed      | Frank Hobbs, Tommy's stiefvader              |
| Robert Powell    | Group Captain Thomas Walker                  |
| Tina Turner      | The Acid Queen                               |
| Paul Nicholas    | Cousin Kevin                                 |
| Elton John       | De flipperkampioen, waar Tommy tegen strijdt |
| Eric Clapton     | Prediker                                     |
| John Entwistle   | Zichzelf                                     |
| Keith Moon       | Uncle Ernie, en in sommige delen zichzelf    |
| Jack Nicholson   | A. Quackson, psychisch gezondheidsspecialist |
| Pete Townshend   | Zichzelf                                     |
| Arthur Brown     | De Priester                                  |
| Victoria Russell | Sally Simpson                                |
| Ben Aris         | Ds. A. Simpson. V.C.                         |

## Verschillen ten opzichte van het album
De filmversie van Tommy toont een aantal veranderingen ten opzichte van het originele album uit 1969. Een van die veranderingen is de tijd waarin het verhaal plaatsvindt. De film speelt zich af in de achtergrond van de Tweede Wereldoorlog, terwijl het album zich in en (relatief kort) na de Eerste Wereldoorlog afspeelt. Als voorbeeld hiervan de verandering in songtekst van het nummer 1921. De tekst "got a feelin' '21 is gonna be a good year" wordt in de film vervangen door "got a feelin' '51 is gonna be a good year". Hierdoor kan de film in een modernere achtergrond spelen.
Op het album komt Captain Walker terug naar huis en vindt zijn vrouw in het echtelijk bed met een andere man, die hij vermoordt. In de film wordt Walker door de minnaar van zijn vrouw vermoord. Dit is misschien de oorzaak voor een andere benadering jegens het titelkarakter Tommy. In de film wordt Tommy namelijk uitgebuit door zijn moeder en Hobbs, die hem gebruiken om er zelf een uitbundigere levensstijl op na te kunnen houden.
Anders dan andere films of rockopera's (zoals Pink Floyds The Wall) is de muziek van het album niet zó overgenomen en op de film gezet. De verschillende acteurs en actrices zingen de nummers live in plaats van The Who zelf. Om deze reden werden alle nummers heropgenomen en herzien. Een flink aantal nummers heeft nieuwe tekst en instrumentatie. Zoals:
De genezing van Tommy komt in de film als hij door de spiegel valt. In het oorspronkelijke verhaal slaat zijn moeder de spiegel stuk.
- The Amazing Journey heeft bijna totaal andere songteksten en de "gids" door de film wordt gedaan door Tommy's vermoorde vader. De stem van de "gids" is van schrijver Pete Townshend.
- Pinball Wizard is met een couplet verlengd.
- Referenties naar flipperen zijn weggehaald van Christmas.
- Verschillende nieuwe nummers zijn toegevoegd, waaronder Prologue 1945, Bernie's Holiday Camp, Champagne, Mother and Son, en T.V. Studio.
- Het instrumentale Underture is niet aanwezig; van Overture zijn in de film alleen een paar kleine fragmentjes te horen.